# Autoconsciencia
La autoconsciencia es la experiencia de la individualidad y personalidad de uno mismo. Este término es empleado en numerosos textos de psicología, sobre todo en la psicología evolutiva. Es la capacidad de introspección y la habilidad de reconocerse como un individuo, diferenciándose de su medio y otros individuos.

## Enfoque biológico
Existen dudas acerca de qué partes de nuestro cerebro nos permiten poseer una autoconsciencia y cómo es que estamos programados de forma biológica para esto. Vilayanur S. Ramachandran especuló que las neuronas especulares podrían proveer las bases para la autoconsciencia del ser humano. Según una declaración realizada en un ensayo escrito para la Fundación Edge.

### Animales
Se han realizado estudios, principalmente en primates, para determinar si los animales poseen una autoconsciencia. Se puede reconocer de manera más simple mediante la llamada prueba del espejo en la cual los animales deberían atravesar cuatro etapas:
- Respuesta social: el animal intenta interactuar con su reflejo.
- Inspección física: inicia reconocimiento de rasgos.
- Comportamiento repetitivo frente al espejo: similar a la forma en que niños pequeños hacen muecas.
- Prueba de la marca: momento en que el animal toca de forma espontánea una zona de su cuerpo que no hubiera sido visible sin el espejo.